# Hilda de Bavière
Hilda Hildegarde María Gabriela, princesse de Bavière, née le 24 mars 1926 à Berchtesgaden  et morte à Munich le 5 mai 2002, est une princesse de Bavière, membre de la maison de Wittelsbach.

## Biographie

### Famille
Hilda de Bavière est née le 24 mars 1926 dans la résidence estivale de la famille, le château royal de Berchtesgaden, au sud des Alpes bavaroise. Elle est baptisée quelques jours après par le cardinal Michael von Faulhaber, sa marraine étant sa tante paternelle la princesse Hildegarde de Bavière. 
Elle est la troisième fille du prince héritier Rupprecht de Bavière et de sa seconde épouse la princesse Antonia de Luxembourg,.
Hilda de Bavière a un frère aîné : Heinrich (1922-1958), deux sœurs aînées : Irmingard (1923-2010) et Editha (1924-2013) et deux sœurs cadettes : Gabriele (1927-2019) et Sophie (née en 1935). Elle a également un autre frère aîné, Albert de Bavière (1905-1996), seul enfant survivant, issu de la première union de son père avec Marie Gabrielle en Bavière.

### Jeunesse
Pendant les années 1930, lors de l'ascension de Hitler comme chancelier de l'Allemagne, le château royal de Berchtesgaden est reconverti en une des résidences principales du parti nazi car le Führer avait établi au Berghof, son lieu de villégiature, ainsi que l'une de ses casernes générales. La détestation de Rupprecht, père de Hilda, envers vers Hitler a amené la famille royale de Bavière à se déplacer durant les étés au château de Hohenschwangau. Cet éloignement accroissant les avanies que les Wittelsbach ont subies de la part du régime nazi. Bientôt les propriétés de la famille sont confisquées : le palais Wittelsbach, à Múnich, a été nationalisé et converti en prison de la Gestapo, et le château Leutstetten, de même que les autres résidences d'été, ont également été réquisitionnés au début de la guerre.

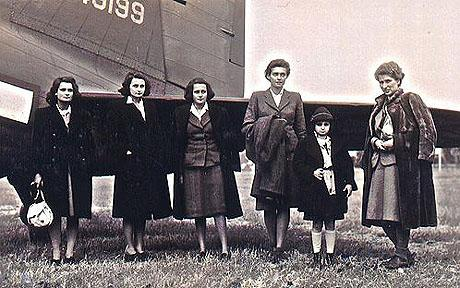
Editha, Hilda, Gabriele, Irmingard et Sophie de Bavière avec Paula von Bellegarde en mai 1945 à Augsbourg.

En 1937, Hilda est envoyée avec sa sœur Gabriele étudier en l'Angleterre dans le Couvent du Sacré-Cœur à Roehampton (aujourd'hui Woldingham School), où ses deux sœurs aînées Irmingard et Editha étaient scolarisées depuis l'année précédente. En 1939, au début de la Seconde Guerre mondiale, son père a été forcé de s'exiler en Italie, à invitation de Víctor-Emmanuel III, en résidant à Florence dans un appartement du Palazzo Pecori-Giraldi. Bientôt, après de l'attentat du 20 juillet 1944 contre Hitler, Hilda, sa mère et ses frères ont été arrêtés par les SS et déportés au camp de concentration de Sachsenhausen. Sa sœur Irmingard a essayé de s'échapper vers la Suisse par les Alpes, mais, malade de fièvre typhoïde, elle a été arrêtée par la Gestapo et incarcérée à Berlin. Déjà à la fin février 1945, Berlin étant entouré par l'Armée Rouge, la famille a été déplacée au camp de concentration de Flossenbürg et, en avril, jointe à quelque 22000 prisonniers, la famille a subi une évacuation forcée vers une annexe du camp de concentration de Dachau qui a coûté la vie à 7000 personnes. En mai 1945, l'Armée américaine libère Dachau. Hilda et ses quatre sœurs, partent au grand-duché de Luxembourg, où règne leur tante, la grande-duchesse Charlotte. Leur mère, Antonia n'a jamais réussi à se rétablir de son calvaire et n'est jamais rentrée en Allemagne. Elle meurt en Suisse, à Lenzerheide, dans les Grisons, à l'âge de 54 ans, le 31 juillet 1954, neuf ans après la fin de la guerre.

### Mariage et descendance
Le 12 février 1949, Hilda se marie au Pérou, en la cathédrale Saint-Jean de Lima avec l'industriel anglo-péruvien Juan Lockett de Loayza (né à Lima, le 30 mars 1912 et mort à Bergen le 8 décembre 1989), fils de Garstang Bradstock Lockett et de Hilda de Loayza, lors d'une cérémonie présidée par mgr Federico Pérez Silva, évêque auxiliaire de Lima. L'unique membre de la famille Wittelsbach qui assiste au mariage est sa sœur Gabriele, tandis que son père est représenté par le ministre plénipotentiaire de Belgique à Lima, Hadelin Rothé. Une réception clôture le mariage dans le palais archi-épiscopal et ensuite, le couple retourne en Bavière.
Ils ont eu quatre enfants :
1. Christopher Lockett (né à Lima, Pérou le 10 avril 1950), marié en 1991 avec Martha Katharina Herdt (née en 1948), sans postérité ;
2. Miguel Lockett (né à Lima le 3 mai 1953), de sa relation avec Elfriede Seidel, sont nés deux fils : David Seidel (1977) et Roman Seidel (1982) ;
3. Alexander Lockett (né à Rosswies, Bad Tölz, le 11 avril 1958) ;
4. Marie Isabel (née à Rosswies, Bad Tölz, le 5 juillet 1960), mariée en 1986, avec Jakob Rudolf von Saldern (né en 1957), dont deux filles : Charlotte von Saldern (1986) et Hilaria von Saldern (1987).

À partir de la fin des années 1950, le couple demeure jusqu'au reste de ses jours en Allemagne. Son époux a occupé diverses charges diplomatiques, aussi bien comme consul honoraire à Ratisbonne, qu'envoyé civil dans l'ambassade péruvienne à Berlin et délégué dans le comité organisateur des Jeux olympiques de Munich.

### Mort
Veuve depuis le 8 décembre 1989, la princesse Hilda de Bavière est morte le 5 mai 2002, à l'âge de 76 ans, à Munich.

## Honneurs
Hilda de Bavière est :
- Dame noble de l'ordre de la Croix étoilée, Autriche-Hongrie ;
- Dame d'honneur de l'ordre de Thérèse (Royaume de Bavière) ;
- Dame de l'ordre de Sainte-Élisabeth (Royaume de Bavière).

## Ascendance de Hilda de Bavière
|  |                                               |  |  |  |  |  |  |  |  |  |  |  |  |
|  | 8. Luitpold de Bavière                        |  |  |  |  |  |  |  |  |  |  |  |  |
|  |                                               |  |  |  |  |  |  |  |  |  |  |  |  |
|  |                                               |  |  |  |  |  |  |  |  |  |  |  |  |
|  | 4. Louis III de Bavière                       |  |  |  |  |  |  |  |  |  |  |  |  |
|  |                                               |  |  |  |  |  |  |  |  |  |  |  |  |
|  |                                               |  |  |  |  |  |  |  |  |  |  |  |  |
|  | 9. Auguste-Ferdinande de Habsbourg-Toscane    |  |  |  |  |  |  |  |  |  |  |  |  |
|  |                                               |  |  |  |  |  |  |  |  |  |  |  |  |
|  |                                               |  |  |  |  |  |  |  |  |  |  |  |  |
|  | 2. Rupprecht de Bavière                       |  |  |  |  |  |  |  |  |  |  |  |  |
|  |                                               |  |  |  |  |  |  |  |  |  |  |  |  |
|  |                                               |  |  |  |  |  |  |  |  |  |  |  |  |
|  | 10. Ferdinand Charles Victor d'Autriche-Este  |  |  |  |  |  |  |  |  |  |  |  |  |
|  |                                               |  |  |  |  |  |  |  |  |  |  |  |  |
|  |                                               |  |  |  |  |  |  |  |  |  |  |  |  |
|  | 5. Marie-Thérèse de Modène                    |  |  |  |  |  |  |  |  |  |  |  |  |
|  |                                               |  |  |  |  |  |  |  |  |  |  |  |  |
|  |                                               |  |  |  |  |  |  |  |  |  |  |  |  |
|  | 11. Élisabeth de Habsbourg-Hongrie            |  |  |  |  |  |  |  |  |  |  |  |  |
|  |                                               |  |  |  |  |  |  |  |  |  |  |  |  |
|  |                                               |  |  |  |  |  |  |  |  |  |  |  |  |
|  | 1. Hilda de Bavière                           |  |  |  |  |  |  |  |  |  |  |  |  |
|  |                                               |  |  |  |  |  |  |  |  |  |  |  |  |
|  |                                               |  |  |  |  |  |  |  |  |  |  |  |  |
|  | 12. Adolphe de Luxembourg                     |  |  |  |  |  |  |  |  |  |  |  |  |
|  |                                               |  |  |  |  |  |  |  |  |  |  |  |  |
|  |                                               |  |  |  |  |  |  |  |  |  |  |  |  |
|  | 6. Guillaume IV de Luxembourg                 |  |  |  |  |  |  |  |  |  |  |  |  |
|  |                                               |  |  |  |  |  |  |  |  |  |  |  |  |
|  |                                               |  |  |  |  |  |  |  |  |  |  |  |  |
|  | 13. Adélaïde d'Anhalt-Dessau                  |  |  |  |  |  |  |  |  |  |  |  |  |
|  |                                               |  |  |  |  |  |  |  |  |  |  |  |  |
|  |                                               |  |  |  |  |  |  |  |  |  |  |  |  |
|  | 3. Antonia de Luxembourg                      |  |  |  |  |  |  |  |  |  |  |  |  |
|  |                                               |  |  |  |  |  |  |  |  |  |  |  |  |
|  |                                               |  |  |  |  |  |  |  |  |  |  |  |  |
|  | 14. Michel Ier de Portugal                    |  |  |  |  |  |  |  |  |  |  |  |  |
|  |                                               |  |  |  |  |  |  |  |  |  |  |  |  |
|  |                                               |  |  |  |  |  |  |  |  |  |  |  |  |
|  | 7. Marie-Anne de Portugal                     |  |  |  |  |  |  |  |  |  |  |  |  |
|  |                                               |  |  |  |  |  |  |  |  |  |  |  |  |
|  |                                               |  |  |  |  |  |  |  |  |  |  |  |  |
|  | 15. Adélaïde de Löwenstein-Wertheim-Rosenberg |  |  |  |  |  |  |  |  |  |  |  |  |
|  |                                               |  |  |  |  |  |  |  |  |  |  |  |  |
|  |                                               |  |  |  |  |  |  |  |  |  |  |  |  |